# Store Altsula

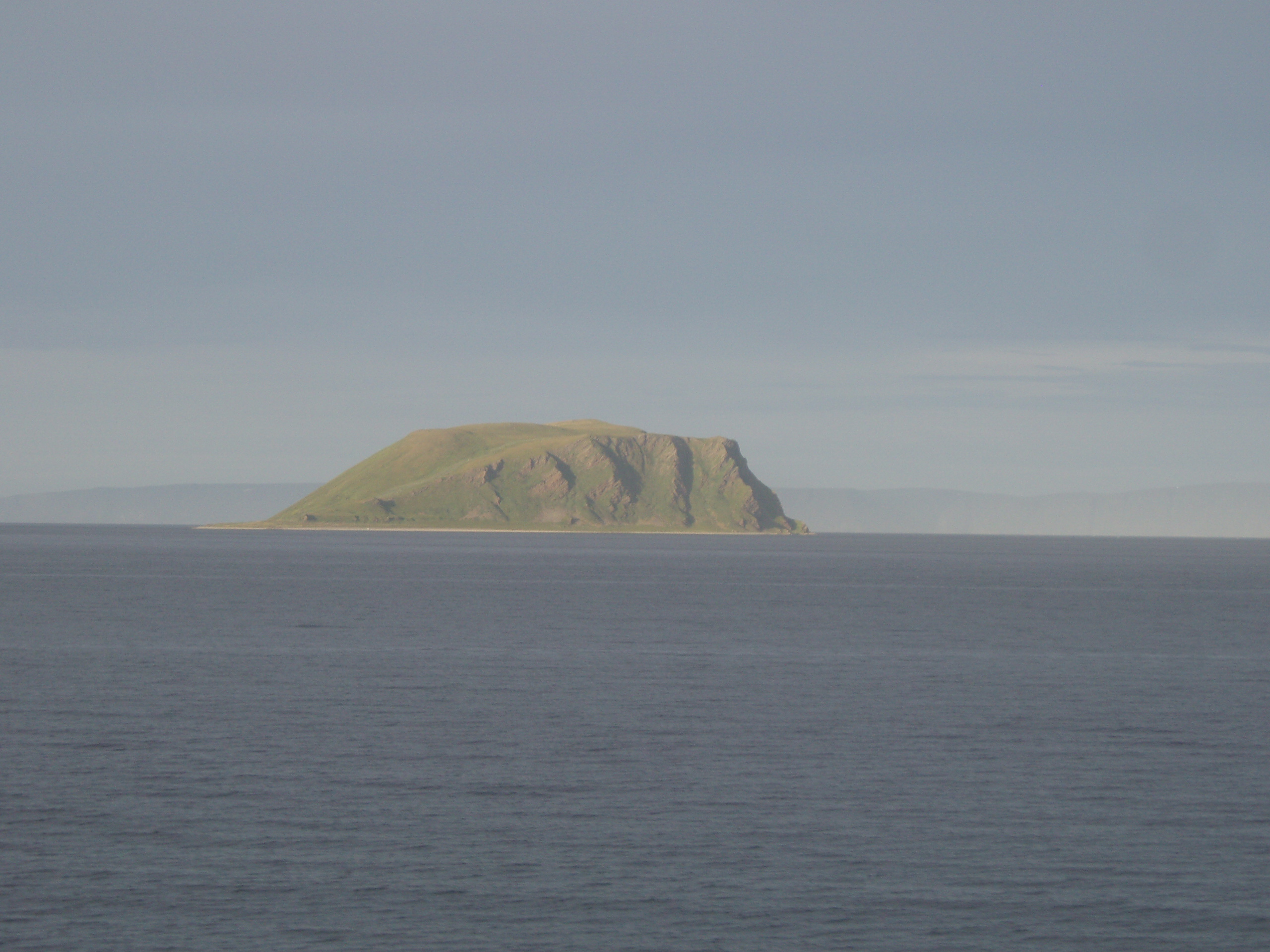
Store Altsula

Stora Altsula ist eine unbewohnte Insel in Norwegen und gehört zur Gemeinde Nordkapp in der norwegischen Provinz Finnmark.
Sie liegt unmittelbar südlich der Insel Magerøya im Porsangerfjord, östlich des Sarnesfjord. Nordöstlich der Insel befindet sich die Einfahrt zum Hafen der Stadt Honningsvåg. Etwas weiter nordwestlich liegt die kleine Insel Lille Altsula. Store Altsula erstreckt sich von Nordwesten nach Südosten über etwa 1,7 Kilometer bei einer Breite von bis zu ungefähr 850 Metern. Auf der Insel erstreckt sich ein Höhenzug, der im südöstlichen Teil eine Höhe von bis zu 176 Metern erreicht. Die karge, felsige Insel ist nur spärlich bewachsen.